# Igreja de São Pedro (Porto Alegre)
A Igreja de São Pedro é um templo pertencente à Igreja Católica localizado na Avenida Cristóvão Colombo 1629, em Porto Alegre, no Brasil. É uma das principais igrejas da cidade e possui rica decoração interna em pinturas, altares entalhados, vitrais e estatuária.

## História
A devoção a São Pedro no Rio Grande do Sul remonta às origens do estado. A própria capitania colonial era posta sob a proteção do apóstolo, chamando-se Capitania do Rio Grande de São Pedro, e a primeira igreja fundada nesta capitania, erguida em Rio Grande em 1755, foi a ele dedicada.
A primeira capela dedicada a São Pedro em Porto Alegre, origem da presente igreja, foi erguida em 1887, por iniciativa de Eduardo Azevedo de Souza Filho e sua esposa, que doaram uma imagem do apóstolo e um terreno de 80 palmos de frente e 200 de fundo, e financiaram a construção. A devoção foi autorizada canonicamente e em 22 de outubro de 1888 a capela foi consagrada e o primeiro culto era realizado.
No início a capela não mantinha ofícios regulares, pertencendo sucessivamente à freguesia de Nossa Senhora do Rosário dos Pretos, à freguesia de Nossa Senhora da Conceição e por fim ao Curato de São Manoel, em 20 de abril de 1912, o qual teve sua sede transferida para a capela em 27 de novembro de 1916, por ordem de Dom João Becker, ficando aos cuidados do cônego Nicolau Marx.

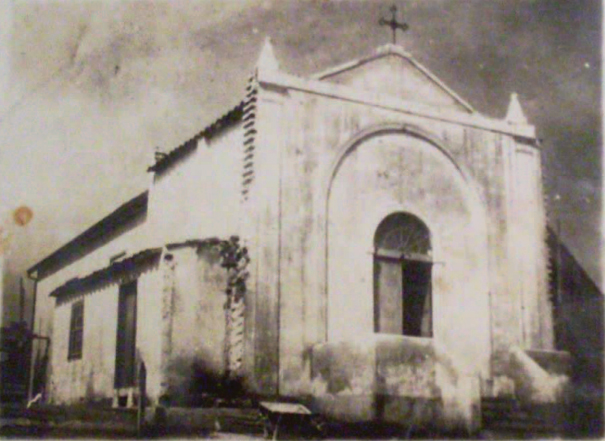
A capela primitiva

Em 1917 a pequena capela original passou a ser Matriz do Curato de São Pedro, mas ainda era apenas um oratório de 6 m de largura por 8 m de comprido, com um anexo que servia como sacristia. Então a comunidade resolveu erguer um templo maior. Formou-se uma comissão de obras presidida por Henrique Pünder, com a colaboração de José Pereira de Sampaio, tesoureiro; Manoel José Silveira, secretário, e os membros Jerônimo de Oliveira Reis, Baldomero Virgili, Fortunato Travi, Hermenegildo Dani, João Caetano Ferreira e Lurenço Miraglia. Foi aprovado em 1918 um projeto de autoria de Josef Hruby para um edifício neogótico, sendo a primeira grande igreja da cidade neste estilo, e a construção foi conduzida pelo mestre-de-obras Franz Rhoden. Em 4 de abril de 1919, estando o prédio ainda ainda inacabado, foi rezada a primeira missa, e em 29 de junho do mesmo ano o Curato foi elevado a Paróquia.
O revestimento interno do prédio foi desenvolvido a partir de 1922, sob a responsabilidade da empresa de João Vicente Friedrichs. Em 1925 foi adquirido um grande altar entalhado. Em 1929 foi começada a primeira torre. O revestimento da fachada e as torres foram concluídas antes de 1935 por Vitorino Zani. As pinturas internas só foram iniciadas em 1944, obra de Pedro Paulo Curci, com a colaboração de seu irmão Attilio para detalhes e acabamentos. Em 2009 os vitrais foram restaurados.
A igreja se tornou desde a construção do prédio definitivo um grande centro de devoção católica na cidade, e um elemento importante na identidade e na memória coletiva dos habitantes do bairro. Atualmente a Paróquia de São Pedro atende às necessidades espirituais de uma expressiva congregação e desenvolve intenso trabalho social na comunidade, contando com mais de 30 grupos de formação e propósito variados, dedicados a atividades pastorais, religiosas, educativas, assistencialistas e vocacionais, dos quais pode-se mencionar:
- MCJ - Movimento de Casais Jovens, para cultivo da vida conjugal e familiar dentro do espírito evangélico;
- CLJ - Curso de Liderança Juvenil, para adolescentes;
- ONDA - Objetivo Novo de Apostolado, para crianças que já receberam a primeira comunhão e desejam aprofundar a fé e o estudo da religião;
- Coral de São Pedro, que se dedica a evangelizar através da música, e
- Ação Social, destinado ao assitencialismo de cerca de 140 famílias carentes da Vila do Papel, com atendimento médico, psicológico, religioso e pedagógico.

## O prédio

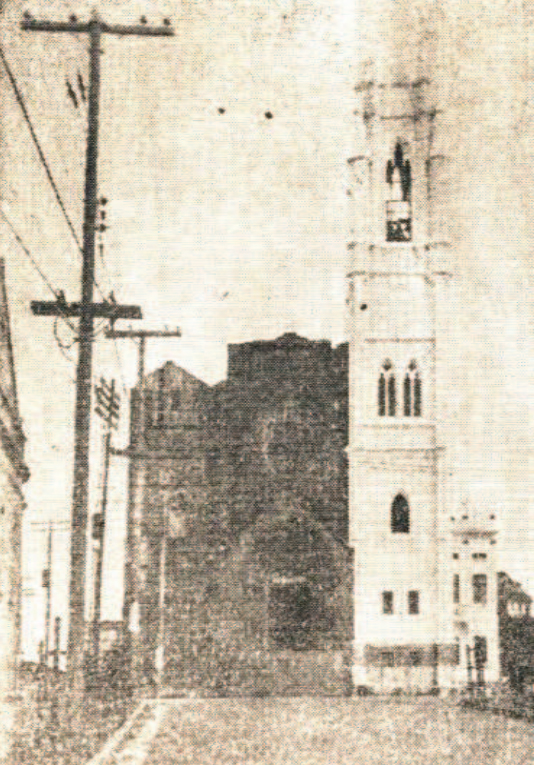
A igreja em construção

É um edifício em estilo neogótico, imponente mas com ornamentação sóbria. Está construído sobre um pequeno pódio, e a entrada se dá através de uma escadaria. O frontispício com três séries de colunas sustentando arcos ogivais com decoração de flores e arabescos simples emoldura o vão de entrada, também em arco, delineado por florões repetidos. Sobre a porta em madeira entalhada existe um tímpano ocluso por um vitral, com representação de uma igreja erguida sobre uma ilha batida por ondas, com a inscrição Tu és Pedro e sobre esta pedra edificarei a minha igreja.
Arrematando o frontispício, um triângulo com delgados pináculos nos vértices. Acima e um tanto atrás se eleva outro arco ogival, já mais rico de espinhas e florões, terminando em pináculo, com um grande óculo ovalado com uma rosácea redonda de oito lobos em seu interior. Acima do conjunto um frontão com empenas retas e espinhas simples, terminando em uma cruz.
Ladeando o centro da fachada há duas grandes torres sineiras, com pilares em relevo e aberturas duplas retangulares ao nível da entrada, e para cima sucessivamente se abrem uma janela simples, um janela dupla, um óculo cego redondo e como último nível, já livre do corpo da igreja, a torre termina com grandes aberturas nos quatro lados para os sinos, rodeadas de pináculos e com coruchéu prismático com uma cruz no topo. Nos lados também existem entradas que abrem no meio da nave, com portadas decoradas com rosáceas.

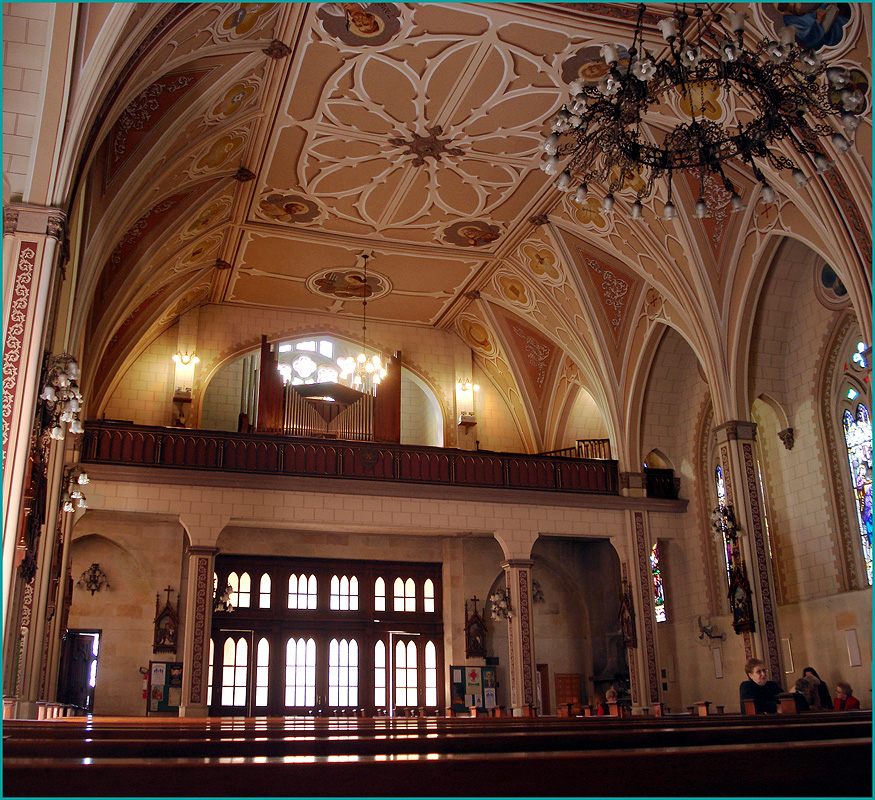
Nave, entrada e coro com o órgão

Depois de transposto o pequeno átrio, onde estão instalados um crucifixo e placas comemorativas, e que é fechado por uma grande porta envidraçada, chega-se à nave. Logo à esquerda da entrada, uma estátua em bronze de São Pedro em sua cátedra, empunhando uma chave, uma réplica da famosa estátua em bronze do Apóstolo, obra de Arnolfo di Cambio, que existe na Basílica de São Pedro, no Vaticano, que foi doada em 1948 pelo Monsenhor João Batista Montini, o futuro Papa Paulo VI. Acima, um grande coro, onde está instalado um órgão de tubos sob a rosácea da fachada.
A nave é ampla mas relativamente baixa, com teto em abóbada truncada, piso em lajotas de várias cores formando desenho geométrico, e bancadas em madeira para a congregação. Dois estreitos corredores de circulação aos lados da nave permitem que os pilares quadrados, com coluninhas nos seus quatro cantos, permaneçam despegados das paredes. Neles estão fixadas capelinhas com os passos da Via Sacra dentro de molduras entalhadas. A pintura das paredes e teto, em arabescos góticos, simula relevo, e apresenta medalhões com imagens pintadas de santos. Do teto pende um grande candelabro central, redondo e decorado, e duas lanternas estão fixas junto ao teto.
À esquerda, mais ao fundo, um púlpito de madeira ricamente entalhada e decorada com arabescos e gárgulas, com um alto pináculo sobre a cobertura. Destacam-se ainda dois preciosos altares laterais, também de rica talha neogótica, mostrando diversas estátuas de santos de fino acabamento. O da esquerda é dedicado principalmente a Jesus, e o da direita, à Virgem Maria, junto com outros santos.

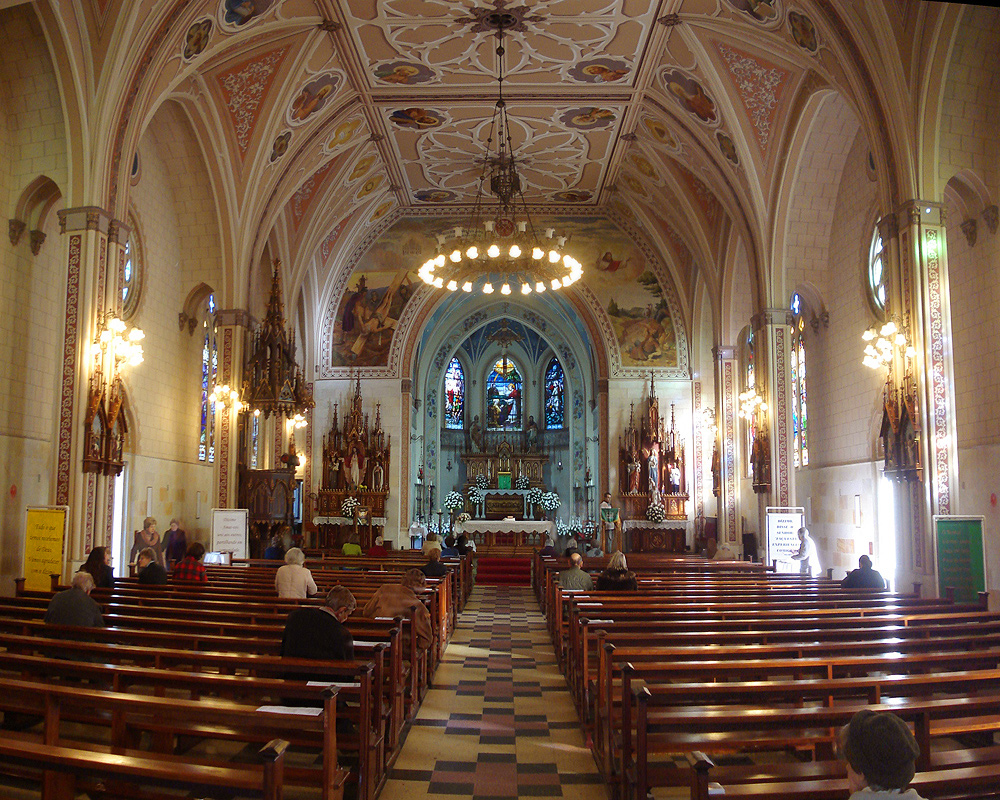
Nave e capela-mor

A capela-mor, em nível ligeiramente mais elevado, possui um altar de celebração no centro e um belo altar-mor ao fundo da abside, este com grandes estátuas de São Pedro e São Paulo a ladear o sacrário do Santíssimo, sob três grandes vitrais que ilustram a Consagração de Pedro, ao centro, a Pesca Milagrosa à esquerda, e à direita Jesus andando sobre as águas, estendendo a mão para salvar Pedro que afunda. Do teto pende um crucifixo de delicada feição, com cruz decorada. Sobre as paredes da capela-mor há também duas pinturas murais que mostram a Adoração do Santíssimo Sacramento à direita, e a Adoração do Cordeiro de Deus, do outro lado. Ainda existem diversos tocheiros e cruzes com pé.
Os vitrais que fecham as janelas são de grande valor artístico. Na bandeira da porta principal o vitral é da Casa Veit, de Porto Alegre, que ornamentou diversos outros templos no Rio Grande do Sul. Nas aberturas da nave são obra da Casa Genta, igualmente renomada, em sua maioria produzidos pelo mestre-vidreiro Francisco Huguet. Dois deles são do mestre Max Dobmeir, assim como os da capela-mor.
Segundo Ana Paula dos Santos, a Igreja de São Pedro é uma das mais ricamente decoradas com pinturas na capital, formando um ciclo iconográfico coerente, planejado minuciosamente pela comissão de obras e integrado em torno do conceito de São Pedro como guardião do patrimônio da Igreja Universal, embora também haja uma série de imagens de outras figuras da tradição católica. Há representações do Espírito Santo, do Sagrado Coração, anjos, os quatro evangelistas, Santa Cecília, cenas da vida de Jesus, brasões episcopais, instrumentos musicais, símbolos dos sete sacramentos, dos desígnios marianos e da paixão de Cristo, medalhões com retratos dos doze apóstolos, em sua maioria portando os instrumentos do seu martírio, além de uma decoração abstrata simulando nervuras arquitetônicas.